# JZ strana Šolte - II
JZ strana Šolte - II este o arie protejată (sit de importanță comunitară — SCI) din Croația întinsă pe o suprafață de 488,5 ha, integral marine.

## Localizare
Centrul sitului JZ strana Šolte - II este situat la coordonatele 43°21′36″N 16°17′56″E / 43.36°N 16.299°E.

## Înființare
Situl JZ strana Šolte - II a fost declarat sit de importanță comunitară în iulie 2013 pentru a proteja un număr necunoscut de specii din flora spontană și fauna sălbatică aflate în arealul zonei.

## Biodiversitate
Situată în ecoregiunea marină mediteraneană, aria protejată conține 4 habitate naturale: Golfuri mici largi și golfuri puțin adânci, Peșteri marine scufundate complet sau parțial, Recifuri, Straturi cu Posidonia (Posidonion oceanicae).
La baza desemnării sitului se află un număr nedeclarat de specii protejate.